# Рейтинг университетов Ирана
Определение рейтинга для иранских университетов ведется министерством образования Ирана с 2010 года. Ранжирование осуществляется в соответствии с критериями, специально разработанными министерством науки и министерством образования.
Рейтинги колледжей и университетов часто вызывают споры, рейтинг университетов Ирана не является исключением. Крупнейшие университеты Ирана, такие как Тегеранский университет и Технологический университет имени Амира Кабира входят в списки лучших университетов мира.

## Рейтинг университетов общего профиля (на 2015 год)[3]
| Место | Название университета                 | Рейтинг         |
| ----- | ------------------------------------- | --------------- |
| 1     | Тегеранский университет               | 100             |
| 2     | Университет им. Тарбията Модареса     | 99.82           |
| 3     | Университет Шираза                    | 98.19           |
| 4     | Мешхедский университет имени Фирдоуси | 97.35           |
| 5     | Университет Тебриза                   | 88.82           |
| 6     | Университет имени Шахида Бехешти      | 86.88           |
| 7     | Университет Исфахана                  | Конфиденциально |
| 8     | Гилянский университет                 | Конфиденциально |
| 9     | Университет Пайаме Нур                | Конфиденциально |
| 10    | Университет Шахида Бахонара в Кермане | Конфиденциально |

## Рейтинг промышленных университетов (на 2015 год)
| Место | Название университета                                | Рейтинг         |
| ----- | ---------------------------------------------------- | --------------- |
| 1     | Технологический университет имени Шарифа             | 100             |
| 2     | Технологический университет имени Амира Кабира       | 90,67           |
| 3     | Научно-технологический университет Ирана             | 73,90           |
| 4     | Исфаханский технологический университет              | 43,29           |
| 5     | Технологический университет имени Насир ад-Дина Туси | 38,34           |
| 6     | Технологический университет Шахруда                  | Конфиденциально |
| 7     | Технологический университет Баболя                   | Конфиденциально |
| 8     | Технологический университет Шираза                   | Конфиденциально |
| 9     | Технологический университет Урумии                   | Конфиденциально |
| 10    | Технологический университет Керманшаха               | Конфиденциально |

## Рейтинг медицинских университетов (на 2015 год)
| Место | Название университета                            | Рейтинг         |
| ----- | ------------------------------------------------ | --------------- |
| 1     | Тегеранский медицинский университет              | 100             |
| 2     | Медицинский университет имени Шахида Бехешти     | 35,11           |
| 3     | Медицинский университет Шираза                   | 31,41           |
| 4     | Медицинский университет Исфахана                 | 25,32           |
| 5     | Медицинский университет Мешхеда                  | 20,27           |
| 6     | Медицинский университет Тебриза                  | Конфиденциально |
| 7     | Медицинский университет Ахваза                   | Конфиденциально |
| 8     | Медицинский университет Кермана                  | Конфиденциально |
| 9     | Медицинский университет Мазандерана              | Конфиденциально |
| 10    | Технологический университет Шахида Садуки в Язде | Конфиденциально |

## Рейтинг университетов страны в 2017 году[4].
| Место в мире на 2015 год | Место в мире на 2016 год | Место в мире на 2017 год | Университет                              |
| ------------------------ | ------------------------ | ------------------------ | ---------------------------------------- |
| 377                      | 435                      | 405                      | Технологический университет Шариф        |
| 360                      | 379                      | 448                      | Тегеранский университет                  |
| 472                      | 547                      | 523                      | Технологический университет Исфахана     |
| -                        | 599                      | 601                      | Технологический университет Амир-Кабир   |
| -                        | 736                      | 629                      | Университет Азад отделение Караджа       |
| -                        | 717                      | 724                      | Научно-технологический университет Ирана |
| -                        | 612                      | 745                      | Тегеранский медицинский университет      |
| -                        | 699                      | 757                      | Университет Тарбиятэ Модаррес            |
| -                        | -                        | 777                      | Тебризский университет                   |
| -                        | -                        | 820                      | Мешхедский университет Фердоуси          |
| -                        | -                        | 911                      | Медицинский университет Шахид Бехешти    |